# Fender Mustang Bass
Fender Mustang Bass – gitara basowa o krótkiej skali, produkowana przez firmę Fender. Była ona odpowiedzią na problem wielu początkujących basistów, nie radzących sobie ze standardową menzurą (864 mm). Firma trafiła w dziesiątkę, wpuszczając na rynek model Mustang Bass, a sam instrument zyskał szerokie uznanie, zwłaszcza wśród kobiet.

## Historia
W roku 1964 Fender zaprezentował nową rodzinę instrumentów: gitarę Mustang oraz bas Mustang Bass. Gitara basowa Mustang charakteryzowała się krótszą menzurą niż standardowe modele tego typu, asymetrycznym korpusem oraz przetwornikiem split coil, który zastosowano wcześniej w Precision Bassie, jednak nie posiadał on widocznych magnesów, spoczywających teraz w innych, owalnych obudowach. Regulacja przystawki przebiegała podobnie jak u starszego brata – jednym potencjometrem ustawiało się głośność (volume), a drugim barwę brzmienia (tone). Standardowymi wykończeniami był kolor czerwony oraz biały. Pierwsza limitowana edycja Mustang Bassu – "Competition" – miała swą premierę w 1969 roku. Wszystkie basy tej linii posiadały na korpusie trzy jasne pasy oraz podpórkę na palce umocowaną do maskownicy. Produkcja Fendera Mustang Bassu została zakończona w 1981 roku, lecz w Japonii nadal powstają wierne repliki tego instrumentu. W dodatku, od czasu do czasu na rynku znajdowały się budżetowe wersje basu Mustang – Musicmaster Bass lub Bronco Bass.

## Szczegóły techniczne
Konstrukcja Mustang Bassu opierała się na tej z modelu Precision – przetwornik split coil regulowany dwoma pokrętłami generował podobne brzmienie do tego znanego z P-Bassu. Krótsza menzura spowodowała skrócenie sustainu, lecz struny przeciągnięte przez korpus zmieniły nieznacznie specyfikę brzmienia, które było teraz w większym stopniu generowane przez drewno, jakie zostało użyte do zbudowania gitary. W praktyce ton był nieco jaśniejszy niż w wypadku standardowych rozwiązań. Basy Musicmaster posiadały ten sam korpus oraz szyjkę co Mustang Bass, jednak pracował w nich inny typ przetwornika – single coil, znany z pierwszych modeli Precision. Poza tym kształt maskownicy był inny, a zamiast na tradycyjnej metalowej płytce, potencjometry spoczywały na części zintegrowanej z maskownicą. Podobnie wyglądają różnice w przypadku modelu Bronco Bass, produkowanego pod szyldem marki Squier.